# Myélite
 Mise en garde médicale
La myélite est une inflammation aiguë de la moelle spinale. 

## Causes
Les causes en sont infectieuses ou auto-immunes :
- la tuberculose (bactérie Mycobacterium tuberculosis) ;
- la syphilis (bactérie Tréponème pâle) ;
- le sida  (virus VIH) ;
- la maladie de Lyme (bactérie Borrelia Burgdorferi) ;
- une infection parasite (parasite Schistostamiase…) ;
- une intoxication (plomb, oxyde de carbone, mercure).

Avec une myélite, la structure protectrice de la moelle épinière, la myéline, se dégrade. Cela a pour effet d'affaiblir grandement la moelle.

## Symptômes
Les symptômes peuvent être multiples et différents selon l'individu. Voici quelques exemples :
- des fourmillements, pertes de sensibilité tactile… ;
- des paralysies des membres inférieurs (de plus ou moins longues durées) ;
- des dysfonctionnements de sphincters ;
- des constipations ;
- des difficultés à uriner ;
- des douleurs lombaires…

Une myélite peut avoir plus ou moins d'impact selon le cas : le patient peut aussi bien ne garder aucune séquelle que garder ces dernières à vie.

## Étiologies
Parmi les étiologies les plus fréquentes de myélite on peut citer :
- la sclérose en plaques ;
- la myélite transverse (souvent associée à un lupus) ;
- la myélite transverse aiguë idiopathique ;
- les myélites transverses de cause virale.

La poliomyélite est une infection restreinte aux cornes antérieures de la moelle spinale, devenue peu fréquente dans les pays développés à partir de la fin du XXe siècle.

### Documentation
- Vulgaris médical, encyclopédie, myélite.
- Le manuel MSD version pour les professionnels de la santé